# 河戶站
河戶站（日语：／ Kōdo eki */?）是位於廣島縣廣島市安佐北區龜山1丁目，西日本旅客鐵道（JR西日本）可部線的鐵路車站（廢站）。

## 概要
隨著可部線非電氣化區間（可部站至三段峽站之間）廢線，此站在2003年（平成15年）12月1日廢除。在廢站後，曾經檢討把可部站至河戶站附近的區間重開。係來在2017年（平成29年）3月4日，可部站至安藝龜山站重開。為JR化後首次把廢除路線重開的例子。另外，在上述路線重開時沒有把此站重開，而是建設另一座新車站。

## 歷史
- 1956年（昭和31年）
  - 11月19日：國鐵可部線河戶臨時乘降場啟用[1]。
  - 12月20日：升級為河戶站[1]。該站為一座客運車站（無人車站）[1]。但是只有柴油列車停靠此站[4]。
- 1972年（昭和47年）9月1日：國鐵（→JR）把特定都區市內制度引入至廣島市，但是此站不是在「廣島市內」車站[5][注 2]。
- 1973年（昭和48年）5月1日：在國鐵（→JR）特定都區市內制度下，此站納入為「廣島市內」車站[6]。
- 1987年（昭和62年）4月1日：伴隨國鐵分割民營化，車站由西日本旅客鐵道（JR西日本）營運[1]。
- 2003年（平成15年）12月1日：車站廢除。

## 車站構造
此站是地面車站，設有1面1線的單式月台。此站沒有站舍，在月台上設有簡單的候車室。在車站入口靠近候車室設有許廁所。
在廢線後，車站仍然沒有變膛動（站牌被撤走，候車室用柵欄圍封）。後來由於可部線再次延伸，便把月台撤走。候車室遷移至龜山站附近的神社旁。

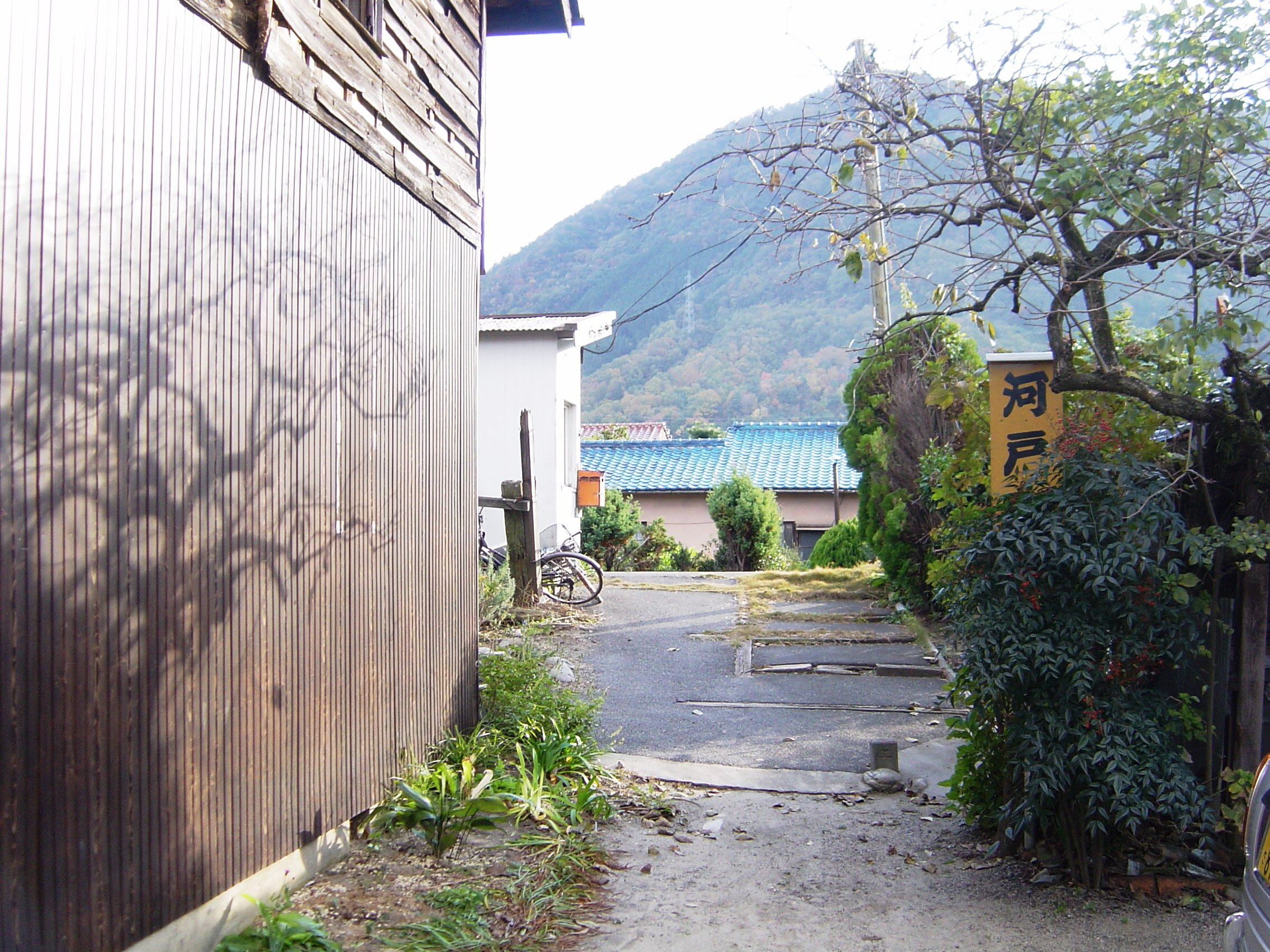
車站正面（2005年11月）
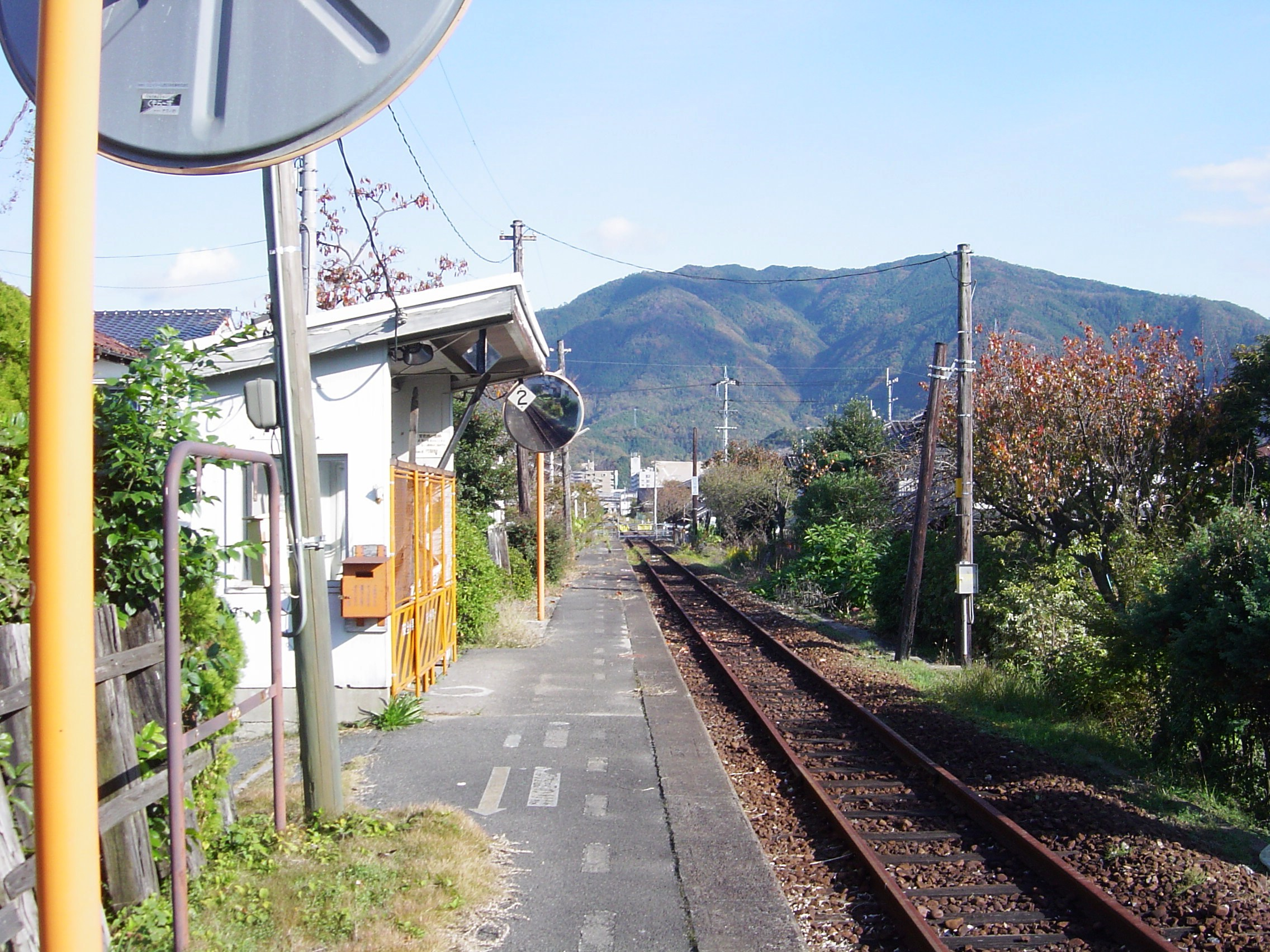
站內（2005年11月）
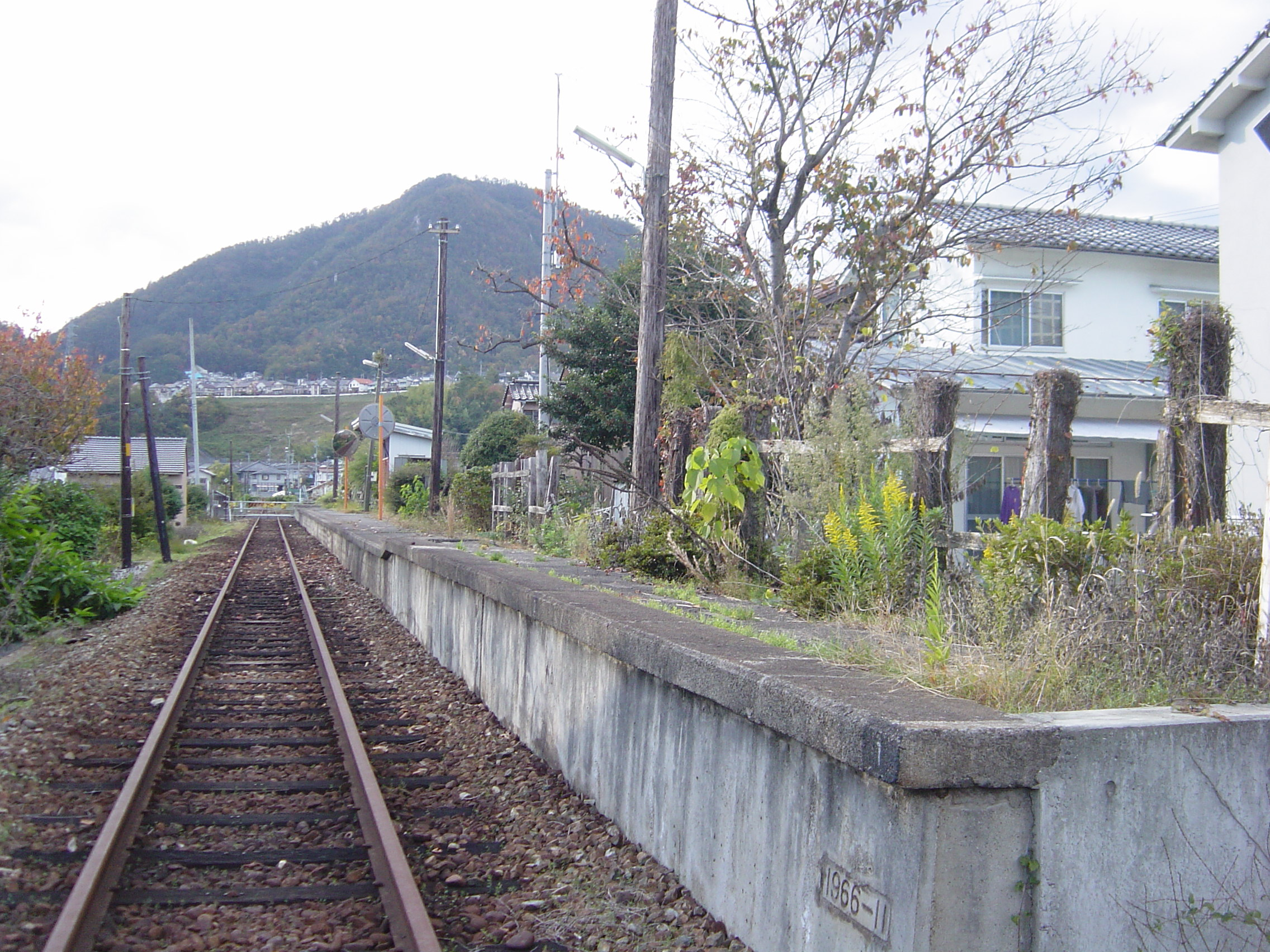
河戶站望向三段峽站一方（2005年11月）
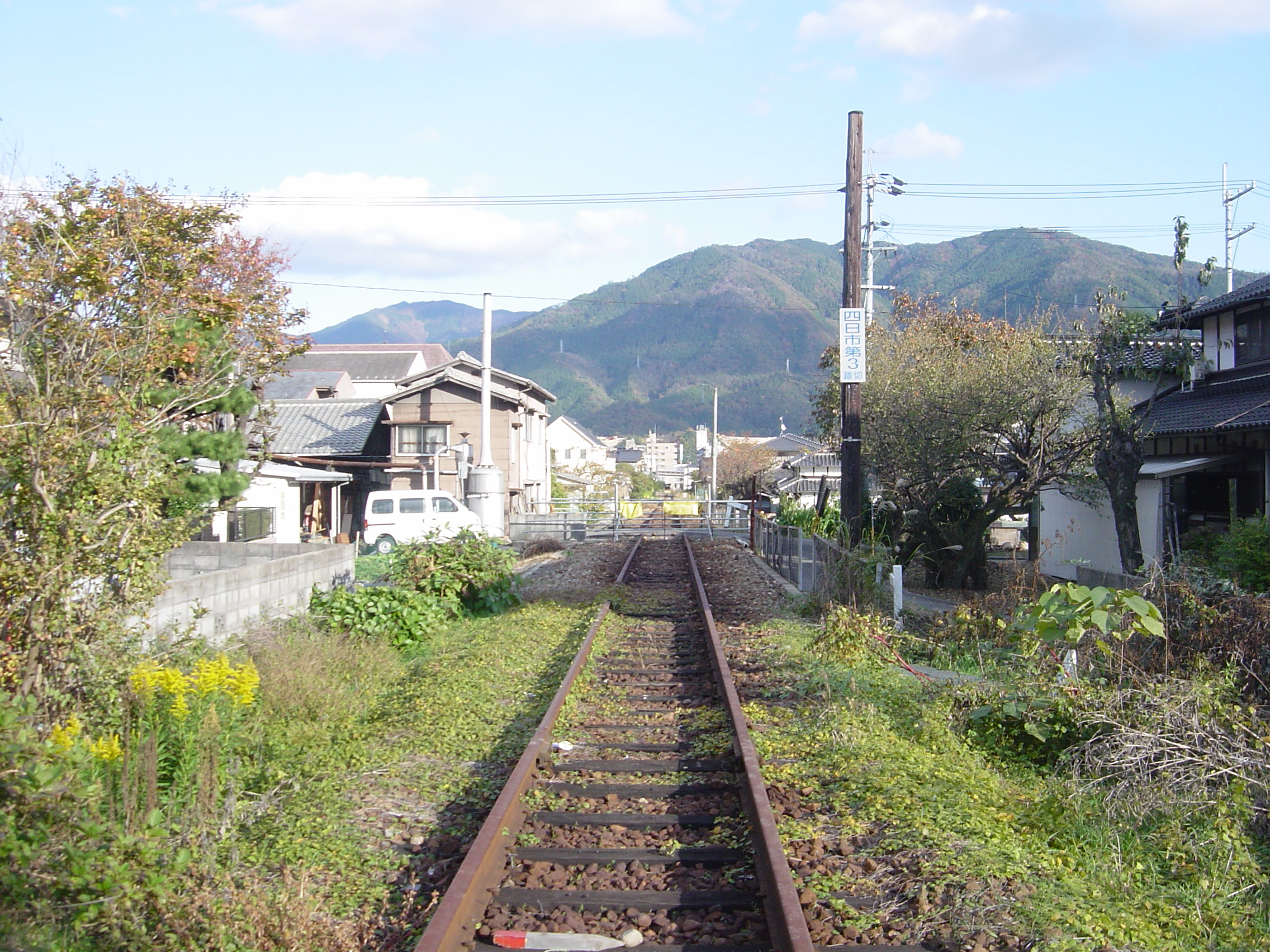
河戸站望向可部站一方（2005年11月）

## 使用狀況
以下數據取自廣島市統計書和廣島市勢要覧：
| 年度               | 1日平均 乘車人次 | 年度 總數 | 定期票 總數 | 普通票 總數 |
| ------------------ | ---------------- | --------- | ----------- | ----------- |
| 1968年（昭和43年） | 344.8            | 251,671   | 216,568     | 35,103      |
| 1969年（昭和44年） | 300.4            | 219,312   | 184,860     | 34,452      |
| 1970年（昭和45年） | 252.0            | 183,936   | 155,040     | 28,896      |
| 1971年（昭和46年） | 254.0            | 185,918   | 138,516     | 47,402      |
| 1972年（昭和47年） | 209.4            | 152,892   | 113,140     | 39,752      |
| 1973年（昭和48年） | 234.9            | 171,502   | 118,086     | 53,416      |
| 1974年（昭和49年） | 265.3            | 193,650   | 133,932     | 59,718      |
| 1975年（昭和50年） | 275.3            | 201,494   | 139,906     | 61,588      |
| 1976年（昭和51年） | 269.9            | 197,061   | 133,902     | 63,159      |
| 1977年（昭和52年） | 259.8            | 189,676   | 130,402     | 59,274      |
| 1978年（昭和53年） | 227.9            | 166,387   | 120,852     | 45,535      |

以上1日平均乘車人次是假設乘車人次與下車人次相同。再把年度總數除以365（如果是閏年（1971・1975年）便是366）後，取自小數點第二位（四捨五入）。
| 年度                | 1日平均 乘車人次 |
| ------------------- | ---------------- |
| 1979年（昭和54年）  | 213              |
| 1980年（昭和55年）  | 186              |
| 1981年（昭和56年）  | 184              |
| 1982年（昭和57年）  | 187              |
| 1983年（昭和58年）  | 203              |
| 1984年（昭和59年）  | 215              |
| 1985年（昭和60年）  | 176              |
| 1986年（昭和61年）  | 163              |
| 1987年（昭和62年）  | 166              |
| 1988年（昭和63年）  | 197              |
| 1989年（平成 元年） | 208              |
| 1990年（平成02年）  | 218              |
| 1991年（平成03年）  | 230              |
| 1992年（平成04年）  | 221              |
| 1993年（平成05年）  | 204              |
| 1994年（平成06年）  | 180              |
| 1995年（平成07年）  | 180              |
| 1996年（平成08年）  | 174              |
| 1997年（平成09年）  | 163              |
| 1998年（平成10年）  | 145              |
| 1999年（平成11年）  | 136              |
| 2000年（平成12年）  | 117              |
| 2001年（平成13年）  | 115              |
| 2002年（平成14年）  | 112              |
| 2003年（平成15年）  | 119              |

客量圖表

## 車站周邊

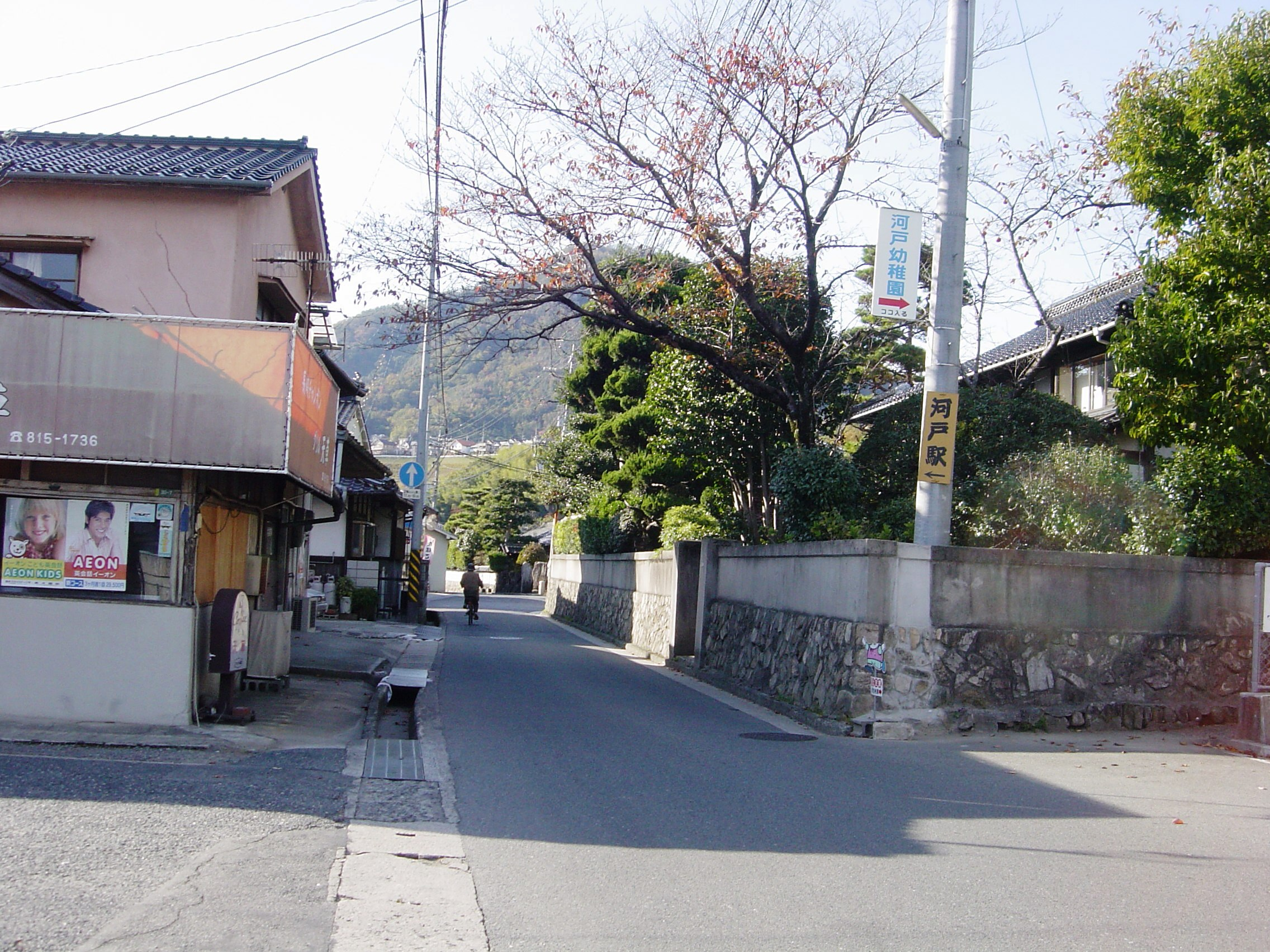
河戶站指示牌

車站不是位於「可部地區」，而是在西邊的「龜山地區」。車站周邊設有許多民居，而此站就是設置在後巷處。
在舊可部町一帶前往廣島市內大約約20公里，使用私家車只需30分鐘以內便可到達。在1955年（昭和30年），於龜山地區建設了270戶縣營住宅。翌年1956年（昭和31年）11月，已於1936年（昭和11年）開通的可部線上加設此臨時乘降場，在翌月更正式升級為車站。在昭和40年代（1965年至1975年），車站周邊興建許多住宅團地。截至1969年（昭和44年）10月1日，可部町總人口為24,840人，可部地區佔12,750人（51.3 %），而龜山地區佔6,898人（27.8 %）。在可部町總戶數7,399戶中，可部地區有4,077戶（55.1 %），龜山地區也有1,885世帯（25.5 %）戶。
車站遺址附近設有寺院、幼稚園、超級市場和簡易郵局等設施。另外，在車站入口曾設有中華料理店，在可部線部分區間廢除後便結業。
在此站附近靠近三段峽一方的路軌中，南邊設有東西流向的太田川和廣島縣道267號宇津可部線並行。該縣道從可部站方向至站前只有單線雙程行車，而往三段峽方向的道路更加狹窄，道路沿太田川的河道興建，因此十分多彎。即使現時，只要是惡劣天氣，該道路便會封閉。而在路軌和縣道北邊設有國道191號，該國道與可部線並行，在國道上的交通量和商店也較縣道多。
從此站向三段峽出發後，便離開可部市區，隨後沿太田川進入山中。
此站與可部站之間的中間地點會有可部繞道的高架橋越過路軌。該高架橋在2003年（平成15年）落成。沿繞道上設有安佐北區公所、可部區檢察廳、可部簡易裁判所、安佐北警署、廣島北稅務署、廣島市立龜山南小學、廣島市立亀山中學等公共機關、超級市場、藥妝店、家品鋪等商業設施。
在三段峽一方較多住宅團地，也有友鐵工業和友鐵Land。
在廢線後，廣島交通「河戶巴士站」設有可部線替代巴士路線，行走於可部站至廣島交通安佐營業所（舊安藝飯室站北邊），在可部線部分區間重開後仍然行走。

## 相鄰車站
西日本旅客鐵道（JR西日本）
可部線
可部－河戶－今井田

## 注腳

## 相關項目
- 日本鐵路車站列表 Ko

## 外部連結
- 河戸駅，存于 - JR西日本